# 独家追辑
《独家追辑》（Exclusive），马来西亚ntv7電視台与制作公司Double Vision联合制作的一套时装电视剧，共20集。

## 故事大纲
FMP杂志社因为两名资深记者的突然辞职而陷入一片混乱，然而身为杂志社老板兼主编的何志光却置身事外，把所有的工作都交给员工。
杂志社采访主任吴皓泽和摄影记者杜子腾无意间卷入一起偷车事件，让保险员文沛晴被误会為共犯。在深入调查后，吴皓泽发觉文沛晴根本没有与偷车集团合谋，真正的主谋竟然是广志强，其為一位经验老道的汽车销售员。在吴皓泽跟警界的好友高勇合作下，广志强最后被绳之于法。
患有严重心脏病的孤儿李宛心在杂志社的大肆报導下找到了合适的心脏移植，然而心脏卻出现排斥现象，導致最终不治身亡。可贵的是，李宛心的逝世唤醒了民众关于捐赠器官的意识。不过也有一些不法集团企图利用李宛心的事件募款基金，幸好最终被颜慧妮等人识破，從而及时阻止。
何志光的幼妹何芷萱与上司闹翻，被逼得从大报馆转到大哥的小杂志社任职。好胜的何芷萱与吴皓泽兩人性格和工作方式不同，因此成為斗气冤家。吴皓泽因為一场交通事故，与文沛晴再次结缘，開始发展一段若有似无的感情。
何志光和PINK姐前后陆续离奇失踪，何志光的长妹何芷杉从台湾赶回来撑局，好让何芷萱和吴皓泽可以追踪何志光失踪的新闻。经过一番查访之后，最后他们找到了何志光，原来何志光是遭到公司的员工小松绑架。小松因为涉及放火烧死一家五口案件而被何志光识破，发了疯的小松绑架何志光欲与他同归于尽，幸得吴皓泽等人及时赶到，成功將何志光救出。
另一方面，何芷萱因為与吴皓泽共同工作又一起去追踪哥哥何志光失踪案件而逐渐喜欢上他，因而与吴皓泽、文沛晴陷入三角恋中。何芷萱与吴皓泽越来越合拍，引起文沛晴嫉妒，吴皓泽则面临选择，最终明白所爱的人是何芷萱，无奈的是何芷萱已离开大马。
几年后，何芷杉放弃了在台湾的事业而留在大马发展；何志光与PINK姐有情人终成眷属，过着退休生活；颜慧妮和杜子腾各自有各自的发展，唯独吴皓泽仍然單身，依然在新闻界冲刺。一日，吴皓泽外出跑新闻时突然被一辆回退的车子撞倒，正當他下车理论的时候，发现司机竟然是刚刚从外国留学歸来的何芷萱……

## 演员

### 主要演员
| 演员   | 角色   | 关系                                                |
| ------ | ------ | --------------------------------------------------- |
| 李承运 | 吴皓泽 |                                                     |
| 罗亿诗 | 何芷萱 | 何志光、何芷杉之妹                                  |
| 江伟翰 | 杜子鹏 | 肚子疼                                              |
| 陈美君 | 文沛晴 |                                                     |
| 曾若冰 | 颜慧妮 |                                                     |
| 王 骏  | 何志光 | 何芷杉、何芷萱兄 吴皓泽、杜子鹏、颜慧妮、章宜郡上司 |
| 韩依婷 | 章宜郡 | Pink姐﹐後來成為何志光的女友                        |
| 王淑君 | 何芷杉 | 何志光之妹 何芷萱之姐                               |
| 杨威文 | 高 勇  |                                                     |
| 张顺源 | 陈木松 | 小松                                                |

## 歌曲
主题曲：《记录》罗忆诗、李承运
| 馬來西亞 NTV7 （星期一到星期五 22:00到23:00）節目 | 馬來西亞 NTV7 （星期一到星期五 22:00到23:00）節目 | 馬來西亞 NTV7 （星期一到星期五 22:00到23:00）節目 |
| ------------------------------------------------- | ------------------------------------------------- | ------------------------------------------------- |
|                                                   | 獨家追輯 （2008年6月17日-2008年7月21日）          |                                                   |
| 情牽南苑 （2008年4月3日-2008年6月12日）           | 有你終身美麗 （2008年7月22日-2008年9月8日）       |                                                   |